# ハンス・ヴェルナー・ヘンツェ
ハンス・ヴェルナー・ヘンツェ（Hans Werner Henze, 1926年7月1日 - 2012年10月27日）は、ドイツの作曲家。

## 経歴と作風
1926年、現在のノルトライン＝ヴェストファーレン州ギュータースローで生まれた。12歳から作曲を始めた。 
ハイデルベルクの音楽大学で教会音楽を勉強する前からオペラ劇場で伴奏ピアニストを勤める。交響曲第1番で頭角を現し、シュトックハウゼンと並んでドイツでもっとも才能のある若手に列される。以後、多数の芸術賞や音楽賞・名誉博士号などを取得してきた。
一時はケルン音楽大学で客員教授として現代音楽劇なども教えていた。ヘンツェは同性愛者であり、また、ノーノと同じく左翼思想の影響を強く受けている。新左翼の活動に接近した時期もあるため、政治的な音楽も作品リストにある。1953年に同性愛に対して不寛容であったドイツから中央イタリアのモンテプルチャーノへ移住している。
初期には十二音技法などを使った作品があるが、後に伝統的な様式と革新的な様式を折衷し、作品は無調であるが古典的なメロディー、リズム・オスティナートなどが常に見られる。10曲の交響曲の他、「イギリスの猫」や「若い恋人たちへのエレジー」、「バッカスの巫女」など数多くのオペラ作品を作曲している。作品はその他協奏曲や合唱曲・吹奏楽など規模の大きい編成のものが多く小編成の室内楽は少ない。
高齢のためオペラの創作は引退する予定だったが、その後もオペラの委嘱は絶えなかった。長年、全作品はショット社から出版されていたが、著作権の関係でトラブルが生じた後はチェスター社から新作が出版された。
1990年にエルンスト・フォン・ジーメンス音楽賞、2011年にドイツ音楽作家賞生涯功労賞を受賞した。
2012年10月27日、ザクセン州ドレスデンの病院で死去。86歳没。

## 作品

### 歌劇
- Das Wundertheater "不思議な劇場" (1948, UA 1949)
- Boulevard Solitude "孤独大通り" (1951, UA 1952)
- Ein Landarzt "村医者". ラジオオペラ (1951/94; Bühnenversion 1964, UA 1965)
- Das Ende einer Welt "この世の終わり". ラジオオペラ (1953/93; Bühnenversion 1964, UA 1965)
- König Hirsch "鹿の王" (1952–55, UA 1956; bearbeitet 1962 als Il re cervo oder Die Irrfahrten der Wahrheit, UA 1963)
- Der Prinz von Homburg "公子ホムブルク" (1958, UA 1960; neu orchestriert 1991)
- Elegie für junge Liebende "若い恋人たちへのエレジー" (1959–61, UA 1961; überarbeitet 1987)
- The Bassarids - Die Bassariden "バッカスの巫女" (1964–65, UA 1966）
- Der junge Lord "若き貴族" (1964, UA 1965)
- Moralities (1967, UA 1968; bearbeitet 1970)
- Der langwierige Weg in die Wohnung der Natascha Ungeheuer "ナターシャ・ウンゲホイエルの家へのけわしい道のり" (1971)
- La Cubana, oder Ein Leben für die Kunst (1973, UA 1974; Kammerversion La piccola Cubana 1990-91)
- We Come to the River (Wir erreichen den Fluss) (1974-76, UA 1976)
- Pollicino "ポッリチーノ;おやゆびこぞう" (1979–80, UA 1980)
- Il ritorno d'Ulisse in patria "ユリシーズの帰還" [von Claudio Monteverdi (freie Rekonstruktion von HWH)] (1981)
- The English Cat (Die englische Katze) "イギリスの猫" (1980-83, UA 1983; bearbeitet 1990)
- Das verratene Meer "裏切られた海" (1986–89, UA 1990), Libretto von Hans-Ulrich Treichel 2. Fassung (2003, UA 2003); 3. Fassung (2005, UA 2006) 原作：三島由紀夫　「午後の曳航」
- Il re Teodoro in Venezia "ベネチアのテオドロ王" (nach Giovanni Paisiello) (1991–92, UA 1992), unter Mitarbeit von David Graham
- Venus und Adonis "ヴィーナスとアドニス" (1993–95, UA 1997), Libretto von Hans-Ulrich Treichel
- L'Upupa und der Triumph der Sohnesliebe "ヤツガシラと息子の愛の勝利" (2000-03, UA 2003)

### バレエ
- バレエ変奏曲 (1949)
- Jack Pudding (1949: zurückgezogen, eingearbeitet in Le disperazioni del Signor Pulcinella)
- Das Vokaltuch der Kammersängerin Rosa Silber (1950)
- Le Tombeau d'Orphée (1950, zurückgezogen)
- ラビリントス (1951)
- Der Idiot (1952/90)
- Pas d'action (1952, zurückgezogen, eingearbeitet in Tancredi)
- マラソン (1956)
- Undine "ウンディーネ" (1956–57)
- L'usignolo dell'imperatore (1959)
- タンクレーディ (1964)
- オルフェウス (1978)
- Le disperazioni del Signor Pulcinella (1992–95)
- Le fils de l'air (L'enfant changé en jeune homme) (1995–96)

### 交響曲
- 交響曲第1番 (1947)
- 交響曲第2番 (1949)
- 交響曲第3番 (1950)
- 交響曲第4番 (1955)
- 交響曲第5番 (1962)
- 交響曲第6番 (1971)
- 交響曲第7番 (1984)
- 交響曲第8番 (1993)
- 交響曲第9番 (1997)
- 交響曲第10番 (2000)

### 管弦楽曲
- 交響的侵略〜マラトンの墓の上で〜(2001)

### 吹奏楽曲
- ラグタイムとハバネラ（1975/1982）
  - 元々は金管合奏のための曲であったが、弟子のマルセル・ヴェングラー（英語版）が吹奏楽のために編曲した。

### 協奏的作品
- ヴァイオリン協奏曲第1番 (1947)
- ピアノ協奏曲第1番 (1950)
- 二重協奏曲 (1966)
- ピアノ協奏曲第2番 (1967)
- ヴァイオリン協奏曲第2番 (1971)
- ピアノ協奏曲「トリスタン」 (1973) (ピアノとテープと管弦楽のための)
- 3つの宗教的コンチェルト Tpと器楽アンサンブルのための (1992) (サントリーホール国際作曲委嘱シリーズ委嘱作品 No.16)
- レクイエム (1993) (ピアノとトランペット、室内オーケストラのための)
- ヴァイオリン協奏曲第3番 (1996) 「ファウスト博士からの3つのポートレイト」

### 室内楽曲
- ヴァイオリンソナタ (1946)
- 弦楽四重奏曲第1番 (1947)
- 弦楽四重奏曲第2番 (1952)
- 木管五重奏曲 (1952)
- 刑務所の歌 (1971)
- 弦楽四重奏曲第3番 (1976)
- 弦楽四重奏曲第4番 (1976)
- 弦楽四重奏曲第5番 (1977)
- ヴィオラソナタ (1979)
- ピアノ五重奏曲 (1991)

### 器楽曲
- ピアノソナタ (1959)
- 無伴奏ヴァイオリンソナタ (1977)
- カプリッチョ (1976)
- エピタフ (1977)
- ソナチネ　(1974) (トランペットのための)
- 王宮の冬の音楽第1番　(1976)
- 王宮の冬の音楽第2番　(1979)

### その他の作品
- ナターシャ・ウンゲホイエルの家への険しい道のり (1971)
- リヒャルト・ワーグナー作ヴェーゼンドンク歌曲集 の伴奏の室内オーケストラ向けのオーケストレーション (1976)